# Jasper Aerents
Jasper Aerents (né le 18 décembre 1992 à Gand en Belgique) est un nageur belge, spécialiste de nage libre.

## Biographie
En 2011, il participe aux Championnats d'Europe en petit bassin à Szczecin. Il y remporte avec le relais 4 x 50 m nage libre la médaille de bronze.
En 2012, il prend part aux Championnats d'Europe en petit bassin à Chartres et y remporte à nouveau la médaille de bronze avec le relais 4 x 50 m nage libre, réalisant un nouveau record national.
En 2013, il remporte à nouveau la médaille de bronze avec le relais 4 x 50 m nage libre aux Championnats d'Europe en petit bassin à Herning en établissant un nouveau record national.

## Palmarès

### Championnats d'Europe

#### En grand bassin
- Championnats d'Europe 2016 à Londres (Grande-Bretagne) :
  -  : Médaille de bronze du 4 × 100 m nage libre (3 min 14 s 30)

#### En petit bassin
- Championnats d'Europe 2011 à Szczecin (Pologne) :
  -  : Médaille de bronze du 4 × 50 m nage libre (1 min 25 s 83)
- Championnats d'Europe 2013 à Chartres (France) :
  -  : Médaille de bronze du 4 × 50 m nage libre (1 min 25 s 60)
- Championnats d'Europe 2014 à Herning (Danemark) :
  -  : Médaille de bronze du 4 × 50 m nage libre (1 min 24 s 86)